# Borassus aethiopum
La palmera de abanico africana (Borassus aethiopum) es una especie de palmera, familia (Arecaceae). Es originario de África en Níger, Nigeria, Togo y Senegal.

## Descripción
Borassus aethiopium crece con un tronco solitario  que alcanza los 25 metros de altura y 1 m de diámetro en la base. Las hojas tienen 3 m de longitud con  2  metros los  pecíolos que están armados con espinas. La corona es esférica de 7 m de ancho, las hojas son redondas con foliolos rígidos, segmentados a un tercio o mitad del pecíolo. En las plantas de sexo masculino  la flor es pequeña y discreta; en las femeninas crecen más grandes, tienen 2 cm de ancho y son de color amarillo a marrón. La fruta se asemeja a la del coco con un contenido máximo de 3 semillas.

## Usos
El árbol tiene muchos usos:  como fruta comestible, por la utilización de las fibras de las hojas, como madera para la construcción (que tiene fama de ser a prueba de termitas). 

## Taxonomía
Borassus aethiopum fue descrita por Carl Friedrich Philipp von Martius y publicado en Historia Naturalis Palmarum 3(7): 220–221. 1838.
Etimología
Borassus: nombre genérico que se dice se deriva de borassos, una inflorescencia inmadura de la palmera datilera, pero el por qué Linneo utilizó este nombre no está claro.
aethiopum: epíteto geográfico que se refiere a su localización en Etiopía.
Sinonimia
- Borassus flabellifer var. aethiopum (Mart.) Warb. in H.G.A.Engler (ed.) (1895).
- Borassus sambiranensis Jum. & H.Perrier (1913).
- Borassus deleb Becc. (1914).[4][5]

## Galería de imágenes

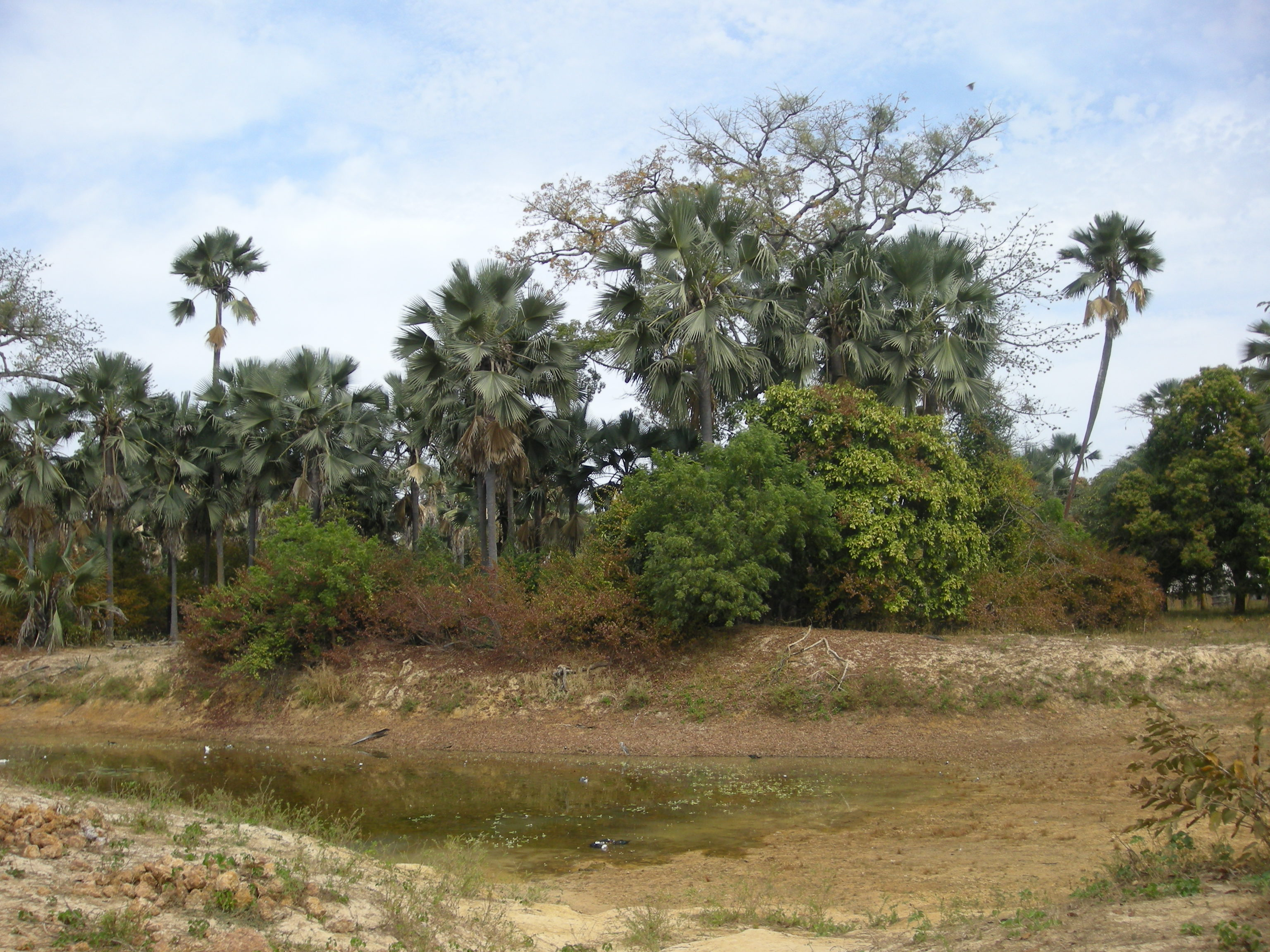
African Palmyra Palm
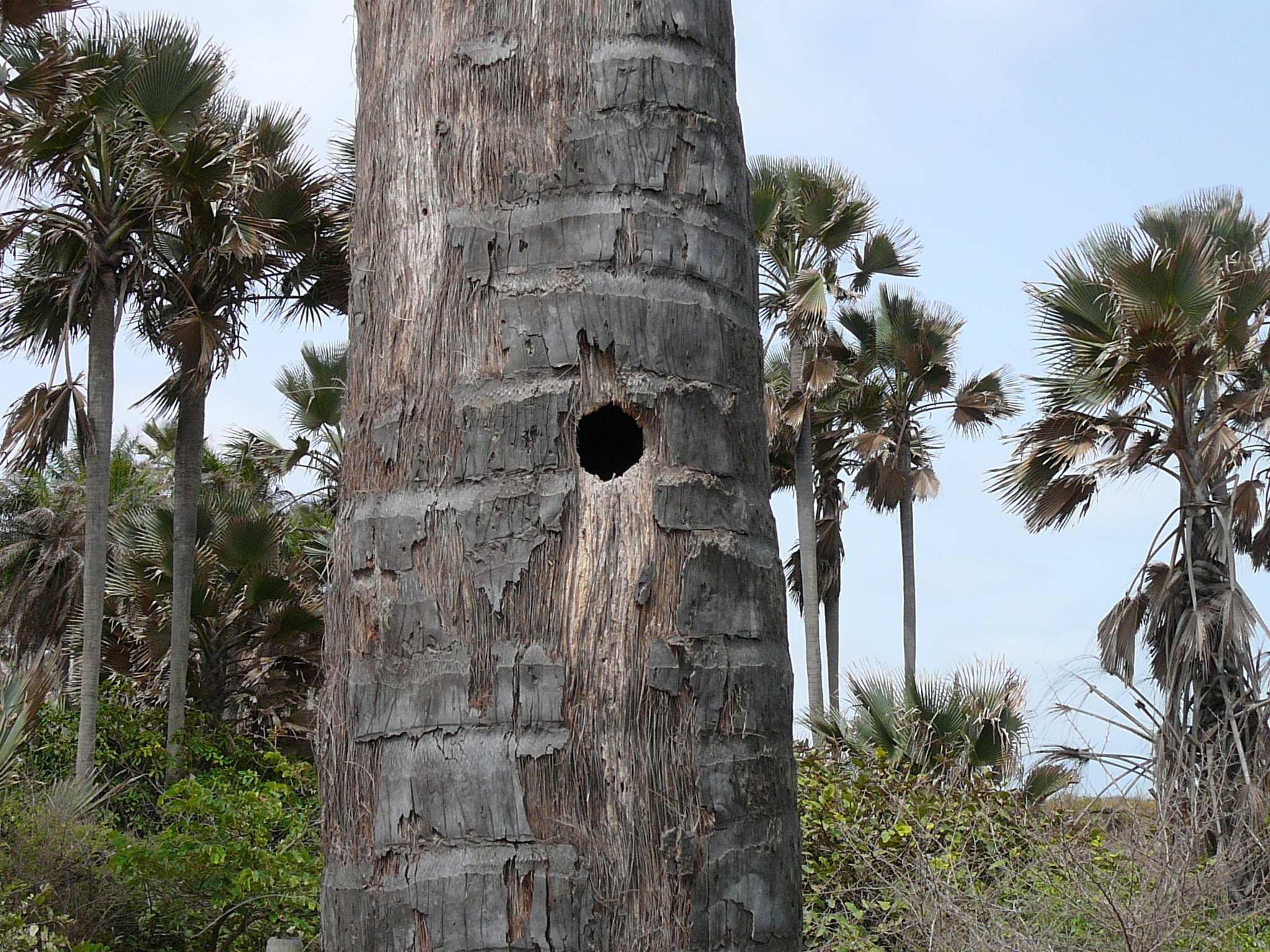
Tronco
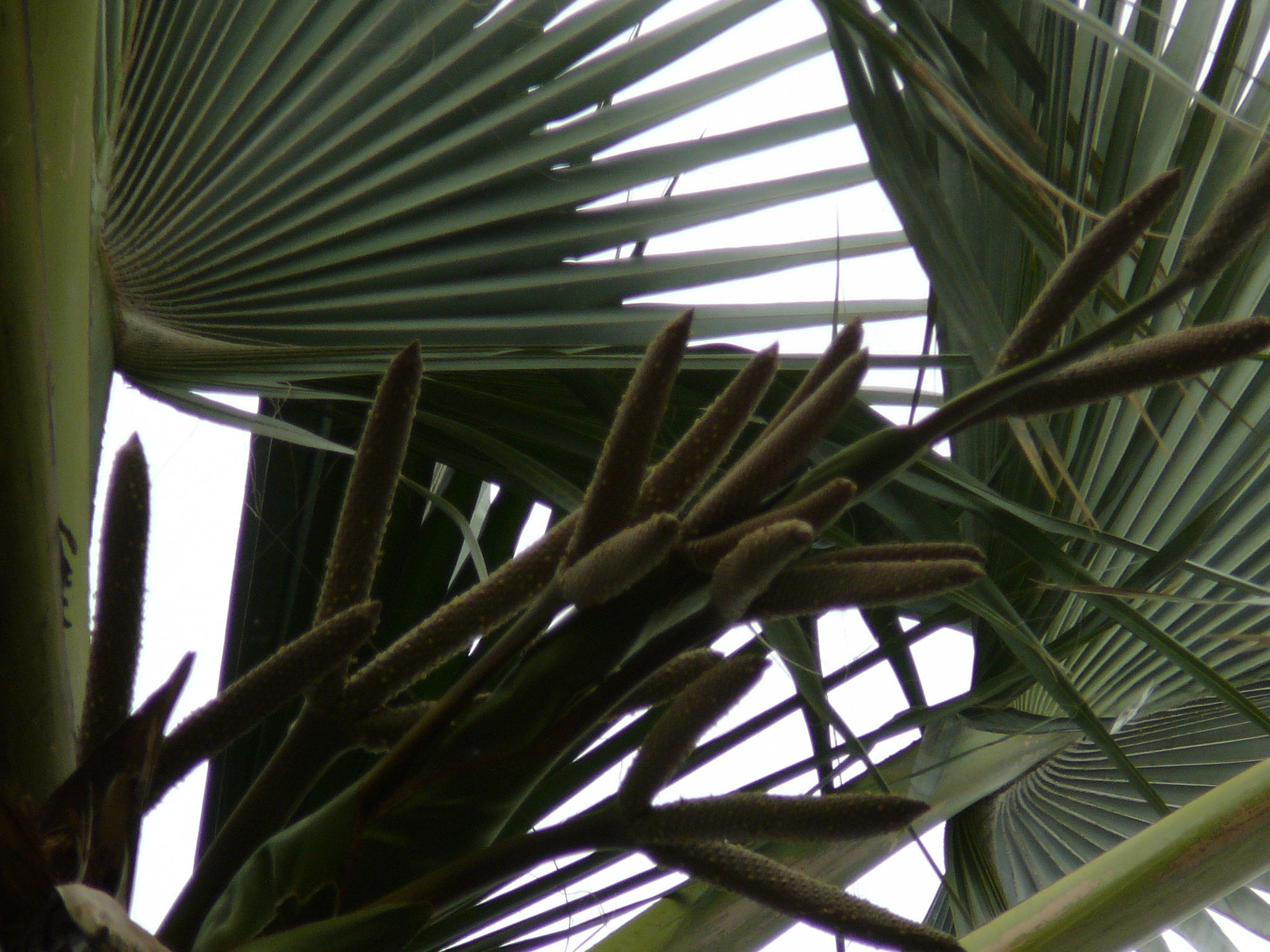
Flor masculina
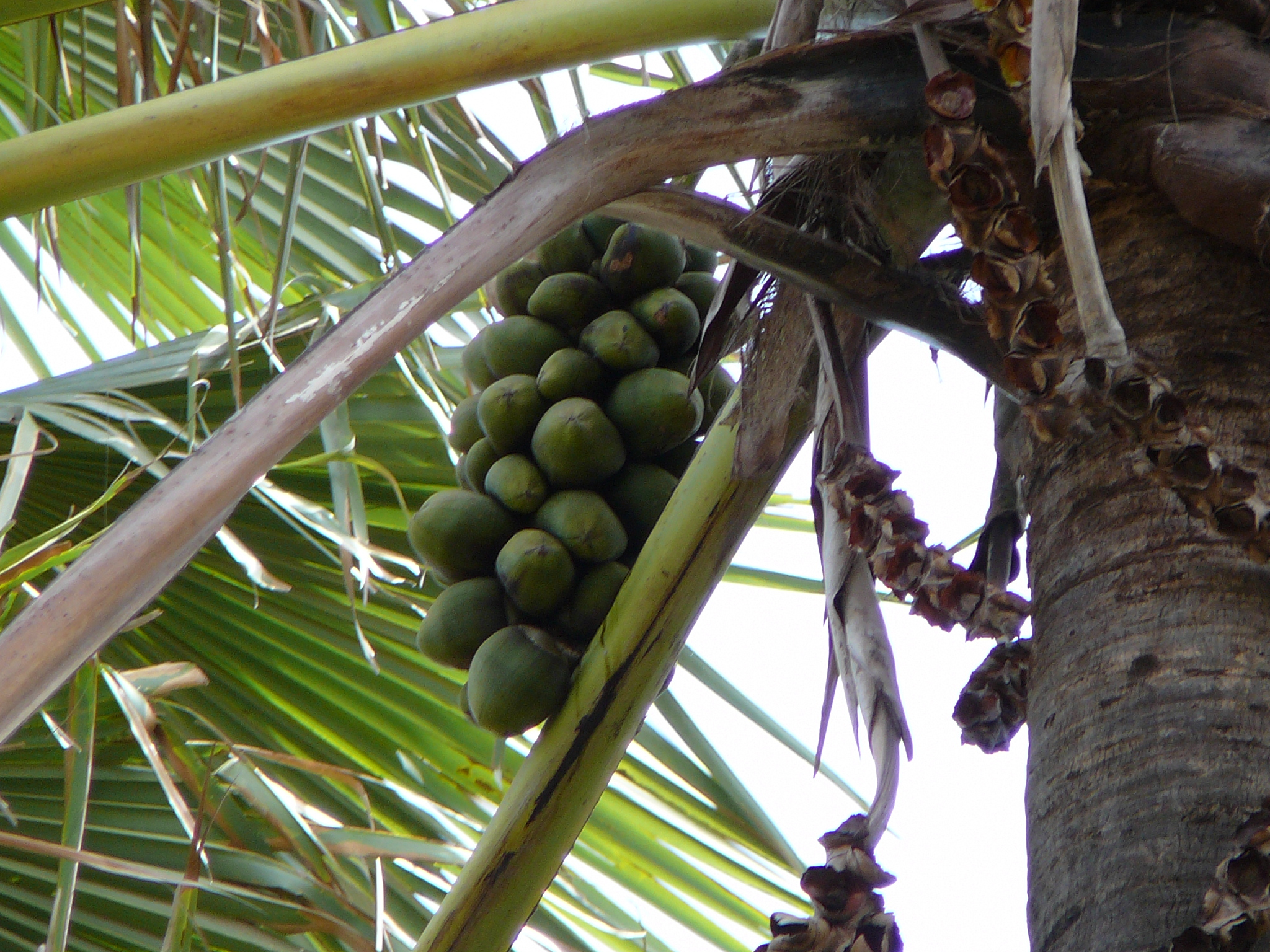
Flor femenina
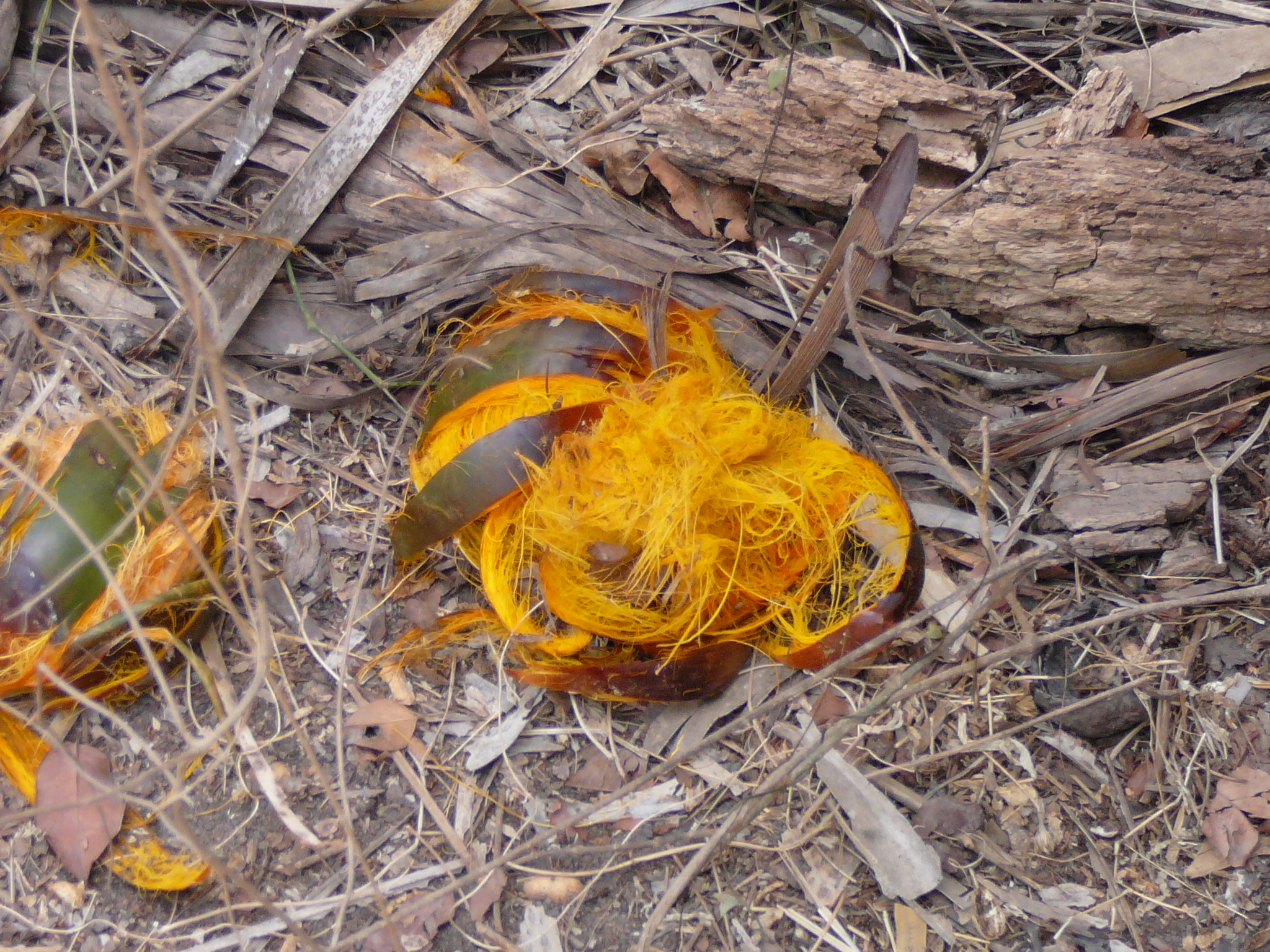
Fruto
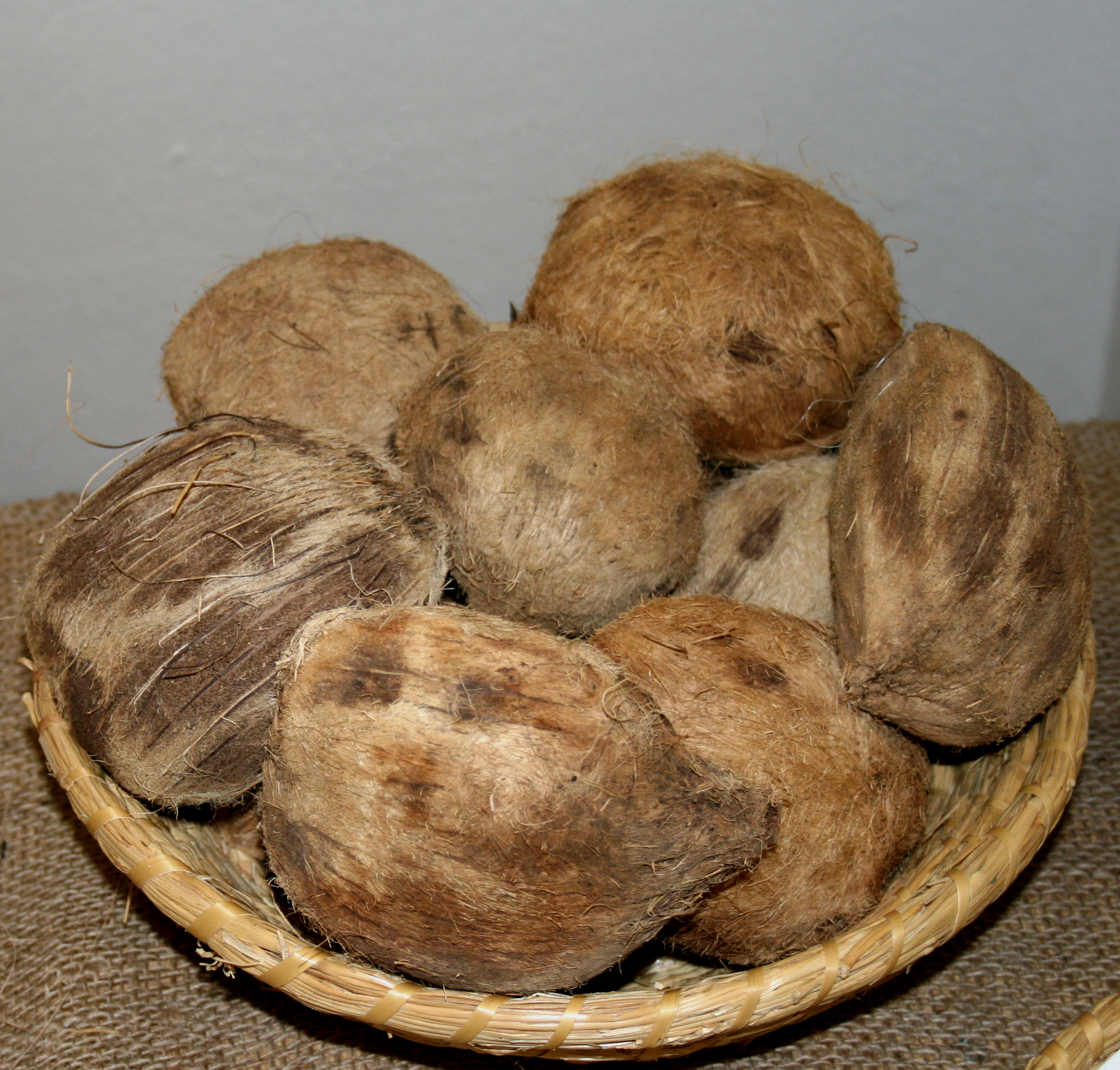
Semilla de African Palmyra Palm
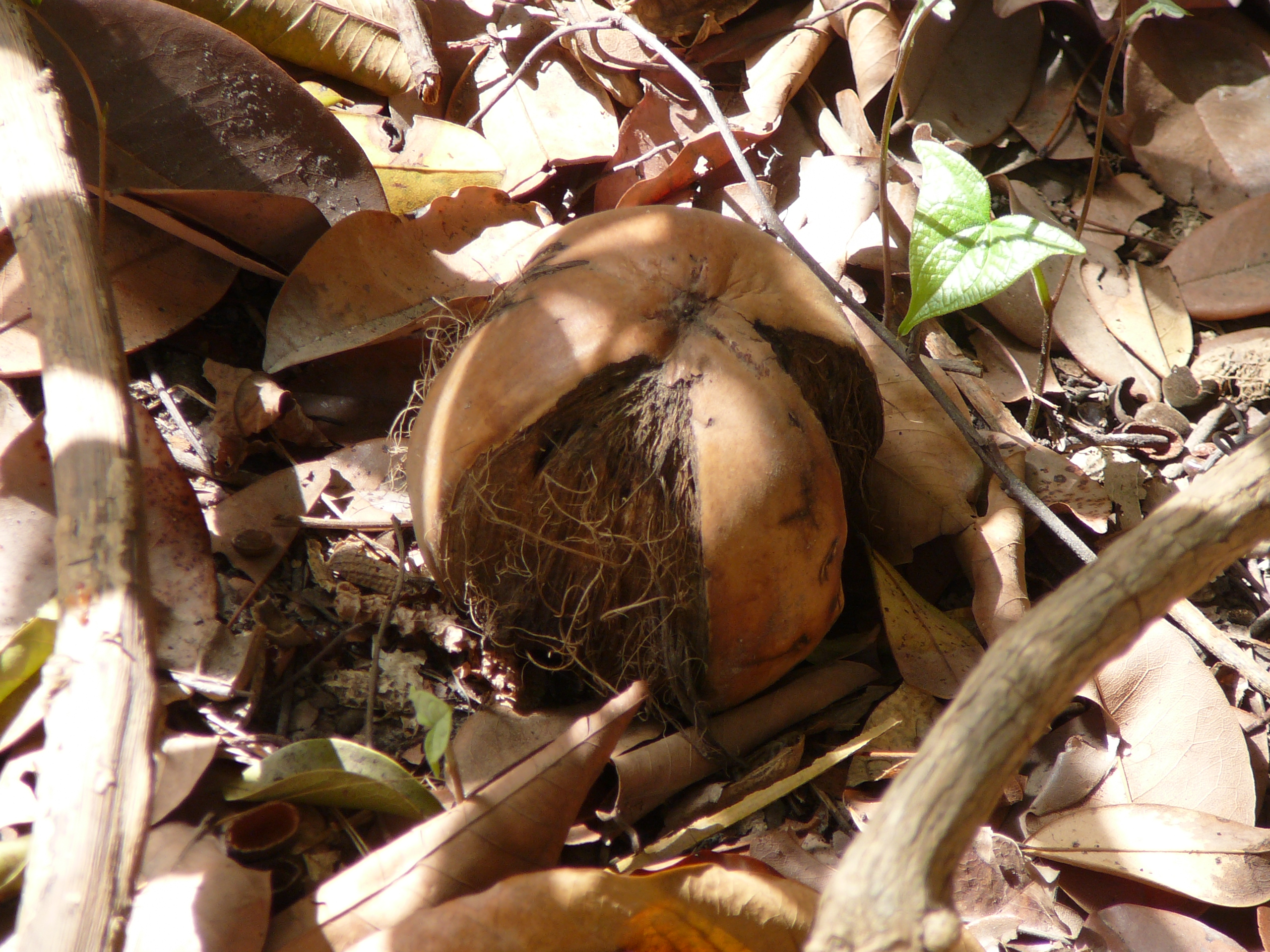
Semillas
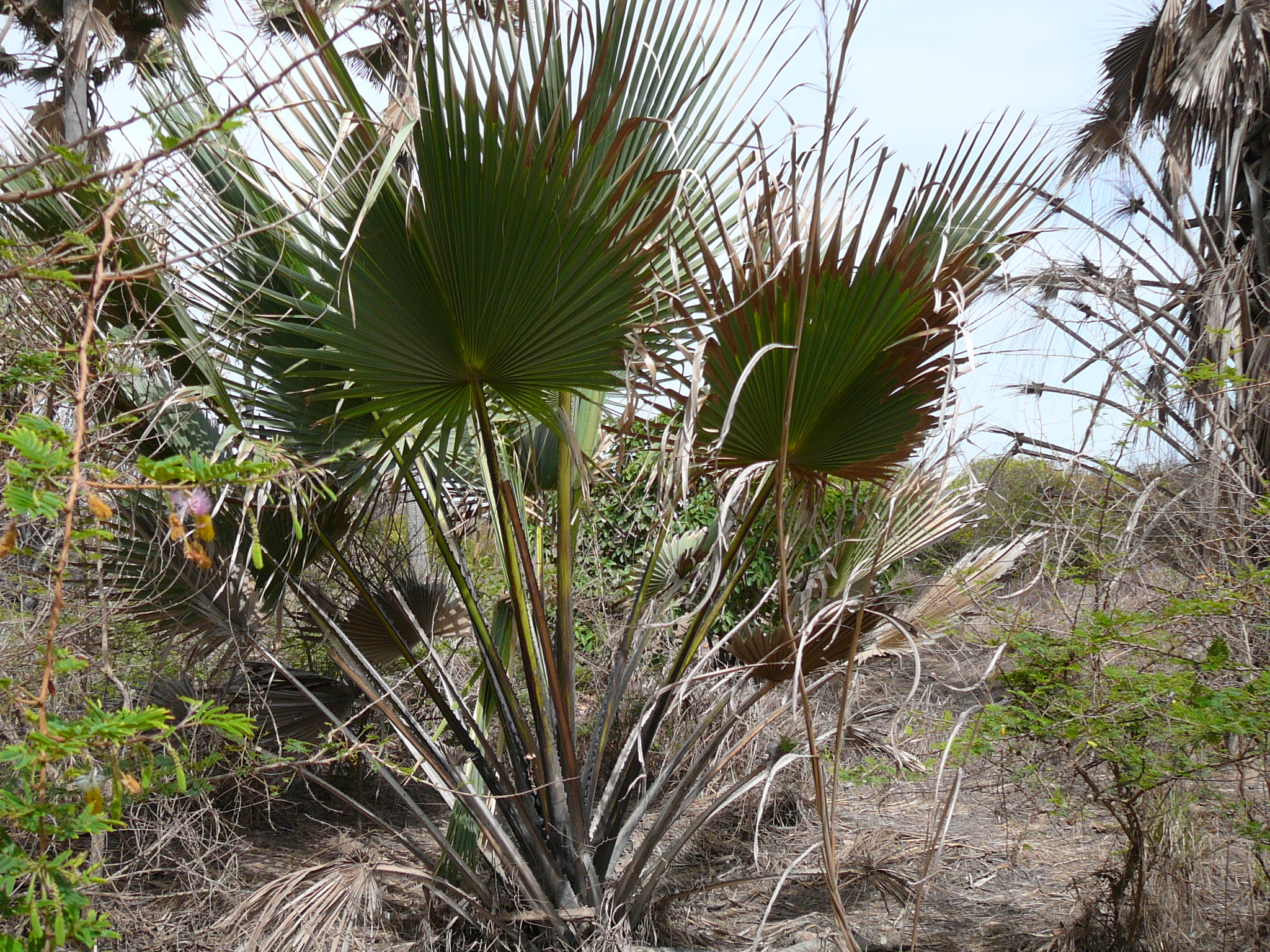
Palmera joven